# Arnold Ræstad
Arnold Christopher Ræstad (* 15. Februar 1878 in Kristiania; † 18. September 1945 in Oslo) war ein norwegischer Jurist und Politiker.

## Familie und Ausbildung
Seine Eltern waren der Handelsbevollmächtigte Christopher Andreas Ræstad (1847–1904) und dessen Frau Maren Gjertine Monge. Er heiratete am 3. Oktober 1910 in London Märta Alexandra Maria Pauline Bratt, geborene Freifrau Stjernstedt (1882–1969), Tochter des schwedischen Generalleutnants Leonard Wilhelm Freiherr Stiernstedt (1841–1919) und dessen Frau Marie Sophie Ciechanowiecka (1858–1911).
Ræstad wuchs in Kristiania auf, wo er 1896 das examen artium ablegte. Danach studierte er Rechtswissenschaften und bestand 1900 das Staatsexamen mit 1900 mit der bestmöglichen Note. 1912 wurde er in Rechtswissenschaften mit einer Dissertation über Geschichte und Theorie des Meergebietes promoviert. Die Abhandlung diente dazu, Norwegens Anspruch auf Spitzbergen zu stützen. Bis in die Zeit nach dem Zweiten Weltkrieg, als sich die Theorie des Kontinentalsockels durchsetzte, war dieses Werk, das auf das Fahrwasser des Staates abhob, ein Hauptwerk der völkerrechtlichen Literatur Norwegens.

## Beruflicher Werdegang
1910 war Ræstad für kurz Redakteur für Außenpolitik bei der Zeitung Tidens Tegn (Zeichen der Zeit). 1913–1918 war er Universitätsstipendiat für Handelspolitik und Völkerrecht. Bis auf diese Zeit war er während seines ganzen Lebens freischaffend und lebte von seinem eigenen Vermögen, von Honoraren und den Einnahmen aus seinen Büchern. Politisch stand er der Venstre nahe und im Frühjahr 1921 wurde er Außenminister in der zweiten Regierung Blehr. Nach nur elf Monaten trat er zurück, weil die Verhandlungen über ein Handelsabkommen über Weinlieferungen mit Spanien und Portugal scheiterten. Das Storting hatte zuvor das staatliche Alkoholmonopol beschlossen. Aber die Weinlieferanten bestanden auf der Abnahme der vertraglich vereinbarten Menge von 500 000 Liter Wein allein aus Spanien. Die Einigung, die dann sein Nachfolger erreichte, wurde vom Storting verworfen, so dass die Regierung Blehr zurücktrat. Im Zusammenhang mit dem Scheitern der Verhandlungen griff ihn der Redakteur des Morgenbladet so scharf an, dass er eine Beleidigungsklage anstrengte. Die verlor er mit der Begründung, dass Personen des politischen Lebens schärfere Angriffe aushalten müssten, als Privatpersonen. Dieses Urteil blieb in der Folge richtungweisend.
Er war 1929 norwegischer Delegierter beim Völkerbund, sah aber bald dessen begrenzte Möglichkeiten. In seinem Buch Stat og nasjon i støpeskjeen (1940) (Staat und Nation im Umbruch) ist eine scharfsinnige Analyse dieser zehn Jahre. Früher als viele andere sah er, dass Norwegen seine Neutralitätspolitik aufgeben müsse.
Ræstad wurde früh auf die neuen Kommunikationsmittel aufmerksam. Er interessierte sich für das Auto, die Luftfahrt und das Radio und wurde oft von Institutionen zu Rate gezogen. Er wurde bald für die Radiogesellschaft Kringkastingselskapet AS unentbehrlich, da er, wie kein anderer, die urheberrechtlichen und völkerrechtlichen Probleme, die mit der Radioausstrahlung verbunden sind, erkannte. Zu diesen Themen schrieb er Abhandlungen und wurde 1933 Leiter der neugegründeten staatlichen Rundfunkanstalt. In den Jahren 1933–1935 wurde er allerdings in der Presse scharf angegriffen. Man warf ihm vor, er habe sich im Zuge der Verstaatlichung der Rundfunkgesellschaft auf deren Kosten bereichert. Das führte dazu, dass er 1939 bei der Besetzung des Postens eines geschäftsführenden Direktors nicht zum Zuge kam. Aber im April 1940 kam er wieder in die Rundfunkanstalt. Er wurde während des Krieges April bis Juni 1940 Leiter des Freien Norwegischen Rundfunks, danach bis 1945 in London und den USA. Für die Exilregierung Nygaardsvold war er ein wichtiger Ratgeber. Er entwarf auch die königliche Resolution zur Gründung der Reederei Nortraship. Er begann in den USA mit norwegischen Rundfunksendungen und leitete die norwegische Bank in London.

## Werke in Auswahl
- Kongens strømme. Historiske og folkeretslige undersøkelser angaaende sjøterritoriet. Dissertation 1912.
- Norges høihetsret over Spitsbergen i ældre tid. En folkeretshistorisk fremstilling. 1912
- Handelspolitik. 1914
- Norges handels- og skibsfartstraktater. 1914
- Korndyrkning og korntold. 1915
- Dyrtid før og nu. 1916
- Krigs og freds problemer. 1916
- Truster og karteller. En bok om privatmonopoler. 1916
- Grønland og Spitsbergen. 1923
- Hvad toll er. Tolltariffkommisjonens mindretalls innstilling. 1924
- Italiensk fascisme. Indtryk og studier. 1924
- Svalbardokkupasjonene. En undersøkelse om betingelsene for at okkupasjoner av grunn på Svalbard skal anerkjennes som gyldig. 1925
- Voldgiftstraktater. 1927
- Hvalfangsten på det frie hav. Et fredningsspørsmål historisk og folkerettslig belyst. 1928
- Bernerkonvensjonen til vern for litterære verker, musikalske komposisjoner, bildende kunst, arkitektur, brukskunst, fotografier og film. 1929
- Danmark, Norge og folkeretten. 1933
- Penger, valuta og gull. 1934
- Stat og nasjon i støpeskjeen. Undersøkninger for bedre å forstå Europas krise. 1940
- „La philosophie du droit international public“, Det Norske Videnskaps-Akademi Skr. II 1949 nr. 2 (postum). 1949
- „Europe and the Atlantic world“, Det Norske Videnskaps-Akademi Skr. II 1958 nr. 2, (postum). 1958